# Fosfocreatina

Fórmula de la fosfocreatina

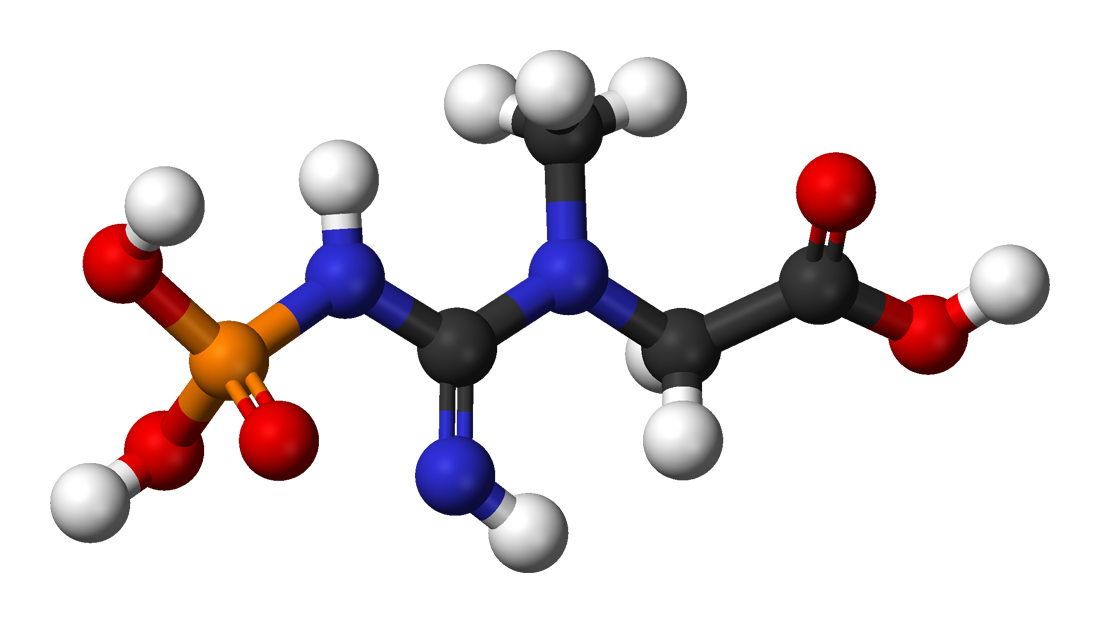
Fórmula en tres dimensions

La Fosfocreatina, N-Metil-N-(fosfonocarbamimidoil)glicina
també coneguda com a PCr (Pcr), és una creatina fosforilada, una molècula que serveix de reserva ràpidament mobilitzable de fosfats d'alta energia en músculs esquelètics i cervell. Fou descoberta per Grace i Philip Eggleton de la Universitat de Cambridge i de manera separada per Cyrus Fiske i Yellapragada Subbarow de l'Escola Mèdica de Harvard el 1927.

## Química
La fosfocretina es forma de parts de tres aminoàcids: 
Arginina (Arg), Glicina (Gly), i Metionina (Met). Pot ser sintetitzada per la formació de guanidinoacetat des de Arg i Gly (en el ronyó) seguida per metilació (cal S-adenosilmetionina (SAM)) a creatina (en el fetge), i fosforilació per creatina kinasa (cal ATP) a fosfocreatina (en el múscul); catabolisme: deshidratació per formar creatina. La fosfocreatina se sintetitza en el fetge i es transporta a les cèl·lules musculars via el corrent sanguini per emmagatzematge.

## Funció
La fosfocreatina pot donar un grup fosfat a l'ADP per formar ATP durant els primers 2 a 7 segons a continuació d'un esforç muscular o neuronal intens. Inversament, un excés d'ATP pot ser usat durant un període de baix esforç per convertir la creatina a fosfocreatina. La presència de creatina kinases (CK-MB, MB per múscul/cervell) en el plasma sanguini és indicatiu de danys en el teixit i serveix per diagnosticar infart de miocardi.